# Месински мореуз
Месински мореуз је морски пролаз (мореуз) између Апенинског полуострва (јужна Италија), тачније мањег полуострва Калабрија, и острва Сицилије. Он такође раздваја градове и луке Месину и Ређо ди Калабрију. Мореуз спаја Јонско море са Тиренским.
На најужем делу овај мореуз је широк 3,1 km, док је код града Месине ширина је око 5,1 km.
Овај мореуз познат је вртлозима и немирном мору, због чега га „бије лош глас“. По античком предању ту су се налазили Сцила и Харибда.
Последњих година постоје планови око изградње моста између копна и Сицилије. Иако су планови за "Месински мост" званично прихваћени 2006. године није дошло до даљег помака.